# Королевский вспомогательный флот Великобритании
Королевский вспомогательный флот Великобритании (англ. Royal Fleet Auxiliary, RFA) — вспомогательный флот, принадлежащий Министерству обороны Великобритании, задачами которого являются тыловое и оперативное обеспечение сил и средств британских Военно-морских сил и других видов Вооружённых сил Великобритании. Он занимается оказанием медицинской помощи и транспортировкой оборудования и предметов первой необходимости по всему миру. Кроме того, RFA действует самостоятельно, занимаясь доставкой гуманитарной помощи, патрулированием для борьбы с пиратством и наркоторговлей, а также помогая Королевским военно-морскому флоту и морской пехоте в предотвращении конфликтов и обеспечении безопасности международной морской торговли. Моряки Королевского вспомогательного флота являются гражданским персоналом, преимущественно сотрудниками британского торгового флота.
Основной частью персонала RFA являются гражданские служащие Министерства обороны и члены Королевского военно-морского резерва. Последние хотя и носят знаки различия торгового флота, однако имеют статус военнослужащих. Суда находятся под командованием именно резервистов, и военнослужащих Королевского флота, которые выполняют специализированные функции, такие как управление и обслуживание вертолётов и больничных помещений. Персонал Королевского флота, который также необходим для управления определенным оружием, таким как Phalanx, однако другим оружием (например, 30-мм пушкой Bushmaster) управляют служащие RFA. В состав RFA входят 7 танкеров-заправщиков, 3 десантных корабля, учебный корабль / госпитальное судно и несколько зафрахтованных судов торгового флота.

## История

Кормовой флаг судов Королевского вспомогательного флота до 16 июня 1969 года (до 1974 года носил название Admiralty Ensign,).

Королевский вспомогательный флот был создан в 1905 году для снабжения военно-морского флота углём. Паровой флот требовал сети баз для бункеровки по всему миру или судов-бункеровщиков. Поскольку Королевский флот той эпохи обладал самой большой сетью баз по всему миру среди всех флотов, роль вспомогательного флота была второстепенной.
Королевский флот впервые стал сильно зависеть от RFA во время Второй мировой войны, когда флот подолгу оставался в море. Были разработаны методы пополнения запасов в море. Вспомогательный флот в то время имел довольно пёстрый состав: в его состав входили не только собственные суда RFA, но и введённые в строй военные корабли, а также мобилизованные торговые суда.

Гюйс судов Королевского вспомогательного флота до 16 июня 1969 года.

После 1945 года RFA стала основным источником поддержки Королевского флота во многих конфликтах. Вспомогательный флот обеспечивал материальную поддержку Дальневосточному флоту, базировавшемуся у берегов Кореи с 1950 по 1953 год. RFA также сыграл важную роль во время индонезийско-малайского конфликта. По мере того, как сеть британских баз за границей сокращалась во время деколонизации, военно-морской флот все больше полагался на RFA для снабжения своих кораблей во время обычных операций.
RFA сыграла важную роль в крупнейшей морской войне с 1945 года — Фолклендской войне 1982 года (где одно судно было потеряно, а другое сильно повреждено), а также в войнах в Персидском заливе, в Косове, в Афганистане и в Ираке.
В июле 2008 года RFA был удостоен Королевского знамени — награды, уникальной для гражданской организации.

## Состав
Суда вспомогательного флота имеют префикс RFA, и синий кормовой флаг с вертикальным золотым адмиралтейским якорем (с 1969 года). Все суда вспомогательного флота строятся и обслуживаются в соответствии со стандартами Регистра Ллойда и Министерства транспорта.
Наиболее важной ролью, которую выполняет RFA, является пополнение запасов в море, поэтому основу его нынешнего флота RFA составляют суда-заправщики.

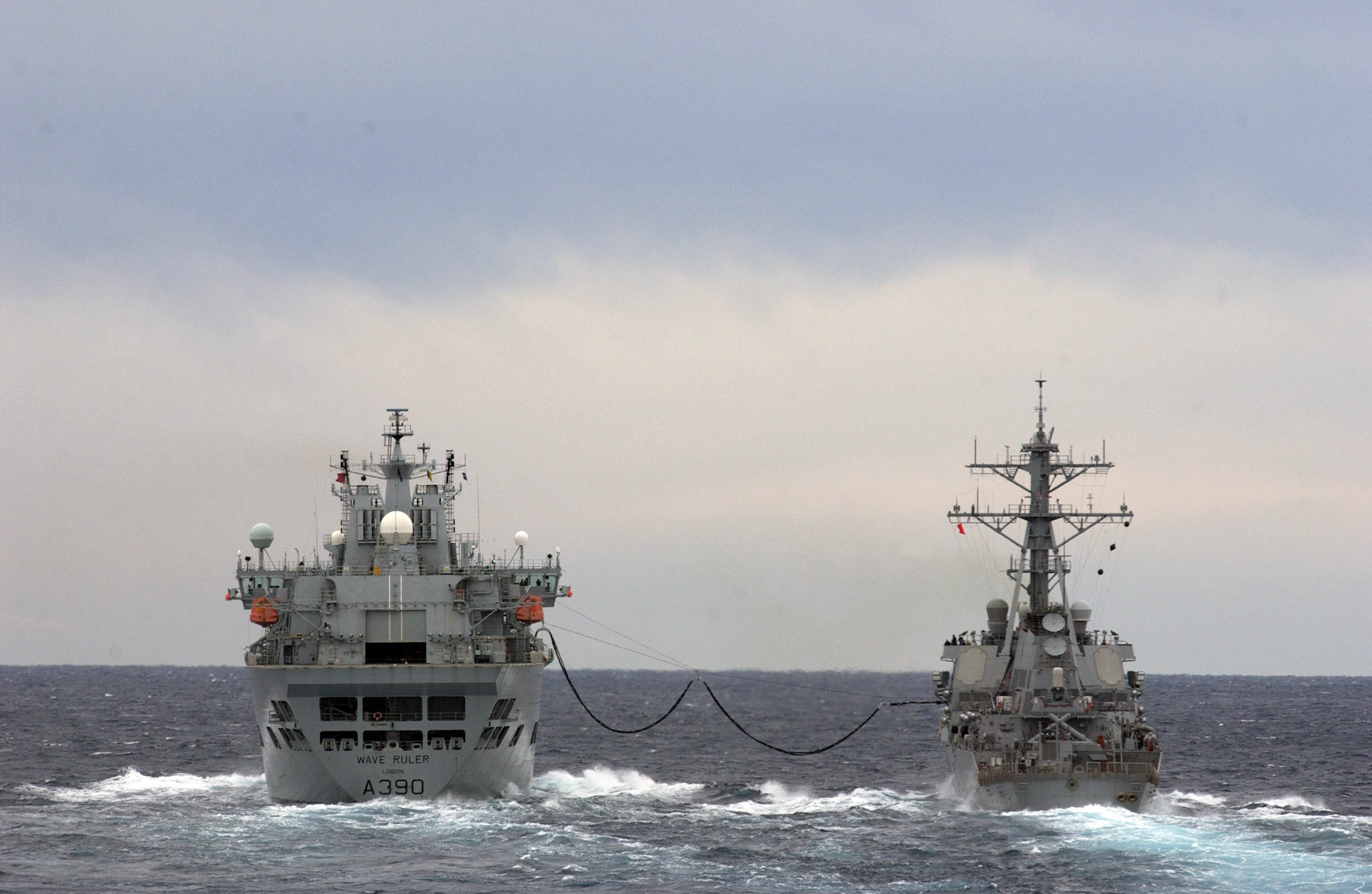
RFA Wave Ruler заправляет USS Donald Cook в море.

- Танкеры типа «Вейв» — тип танкеров-заправщиков, обеспечивающих дозаправку кораблей Королевского флота на ходу, а также доставку небольшого количества сухих грузов.
- Танкеры типа «Тайд» — тип танкеров-заправщиков, заказанные в феврале 2012 года. Четыре танкера были заказаны у корейской DSME, и спроектированный британской BMT Defense Services. Первый танкер под названием RFA Tidespring поступил на вооружение в 2017 году[9].
- Танкеры типа «Форт Виктория» — универсальные танкеры-заправщики, способные обеспечить дозаправку на ходу и доставку сухих грузов.

Старые суда типа «Форт Розали» перевозили только сухие грузы. По состоянию на июнь 2020 года, оба судна находились в состоянии «пониженной» (период базового технического обслуживания) или «повышенной» готовности (резерв без экипажа). В Стратегическом обзоре обороны и безопасности за 2015 год говорится, что им на замену должны быть построены три новых судна, а тендер на постройку должен был начаться в конце 2016 года. В 2019 году конкурс был остановлен из-за критики за то, что правительство разрешило подавать заявки на строительство судов за пределами Великобритании. В мае 2020 года министр обороны Бен Уоллес заявил, что тендер, вероятно, возобновится в сентябре того же года. Однако затем запуск был отложен до весны 2021 года. Белая книга обороны 2021 года подтвердила, что оба судна типа «Форт Розали» будут выведены из эксплуатации и в конечном итоге заменены новыми судами поддержки. В октябре 2021 года оба судна были проданы Египту.

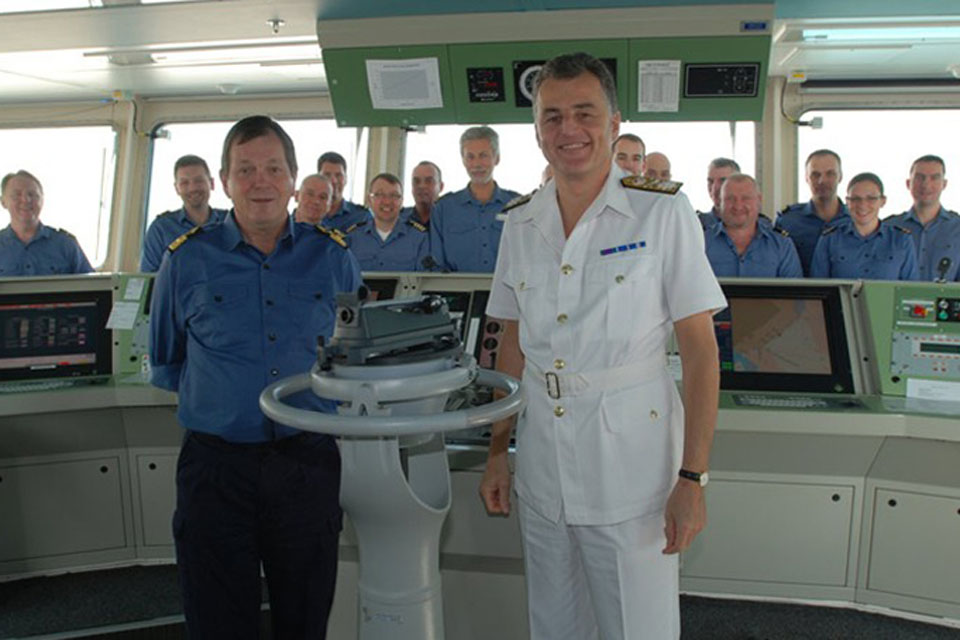
Коммодоры Билл Вулворт и Тим Фрейзер на борту RFA Lyme Bay.

Вспомогательный флот также способен оказывать боевую поддержку десантных операций с помощью трёх больших десантных кораблей типа «Бэй». Обычно один корабль типа «Бэй» также назначается в качестве постоянного корабля поддержки для противоминных кораблей Королевского флота в Персидском заливе. В Белой книге обороны 2021 года предлагалось приобрести до шести многоцелевых кораблей нового класса для поддержки прибрежных ударных операций. Казалось, что к 2030-м годам они заменят корабли типа «Бэй».
Уникальным судном поддержки во флоте является авиационно-учебный корабль RFA Argus, переоборудованный из ролкера. Его функциями являются обучение экипажа и поддержка авиации в мирное время. Во время активных операций он может выполнять функции госпитального судна. Хотя, согласно Женевской конвенции он не имеет такого статуса, так как несёт на борту боевое оружие. Однако, он может находиться в водах, слишком опасных для обычного госпитального судна. В мае 2007 года RFA Argus завершил ремонт, призванный продлить срок его эксплуатации до 2020 года. По состоянию на 2021 год RFA Argus все еще находился в строю, но, выведение его из эксплуатации планируется в 2024 году. Его функции, вероятно, будут переданы новым кораблям поддержки, построенным по программе Fleet Solid Support Ships, одобренным для приобретения в оборонной стратегии 2021 года.
По состоянию на 2021 год на вооружении Вспомогательного флота находится 11 судов общим водоизмещением около 329 000 тонн. Эти цифры не включают суда торгового флота, зафрахтованные Министерством обороны.

### Заправщики
| Тип судна           | Название          | Номер вымпела | Введение в эксплуатацию | Водоизмещение | Класс судна                   | Примечания    |
| ------------------- | ----------------- | ------------- | ----------------------- | ------------- | ----------------------------- | ------------- |
| тип «Тайд»          | RFA Tidespring    | A136          | 2017                    | 39 000 тонн   | танкер-заправщик              | [ 21 ]        |
| тип «Тайд»          | RFA Tiderace      | A137          | 2018                    | 39 000 тонн   | танкер-заправщик              | [ 22 ]        |
| тип «Тайд»          | RFA Tidesurge     | A138          | 2019                    | 39 000 тонн   | танкер-заправщик              | [ 23 ]        |
| тип «Тайд»          | RFA Tideforce     | A139          | 2019                    | 39 000 тонн   | танкер-заправщик              | [ 24 ]        |
| тип «Вейв»          | RFA Wave Knight   | A389          | 2003                    | 31 500 тонн   | танкер быстрой заправки       | [ 25 ]        |
| тип «Вейв»          | RFA Wave Ruler    | A390          | 2003                    | 31 500 тонн   | танкер быстрой заправки       | [ 26 ] [ 10 ] |
| тип «Форт Виктория» | RFA Fort Victoria | A387          | 1994                    | 33 675 тонн   | многоцелевой танкер-заправщик | [ 27 ]        |

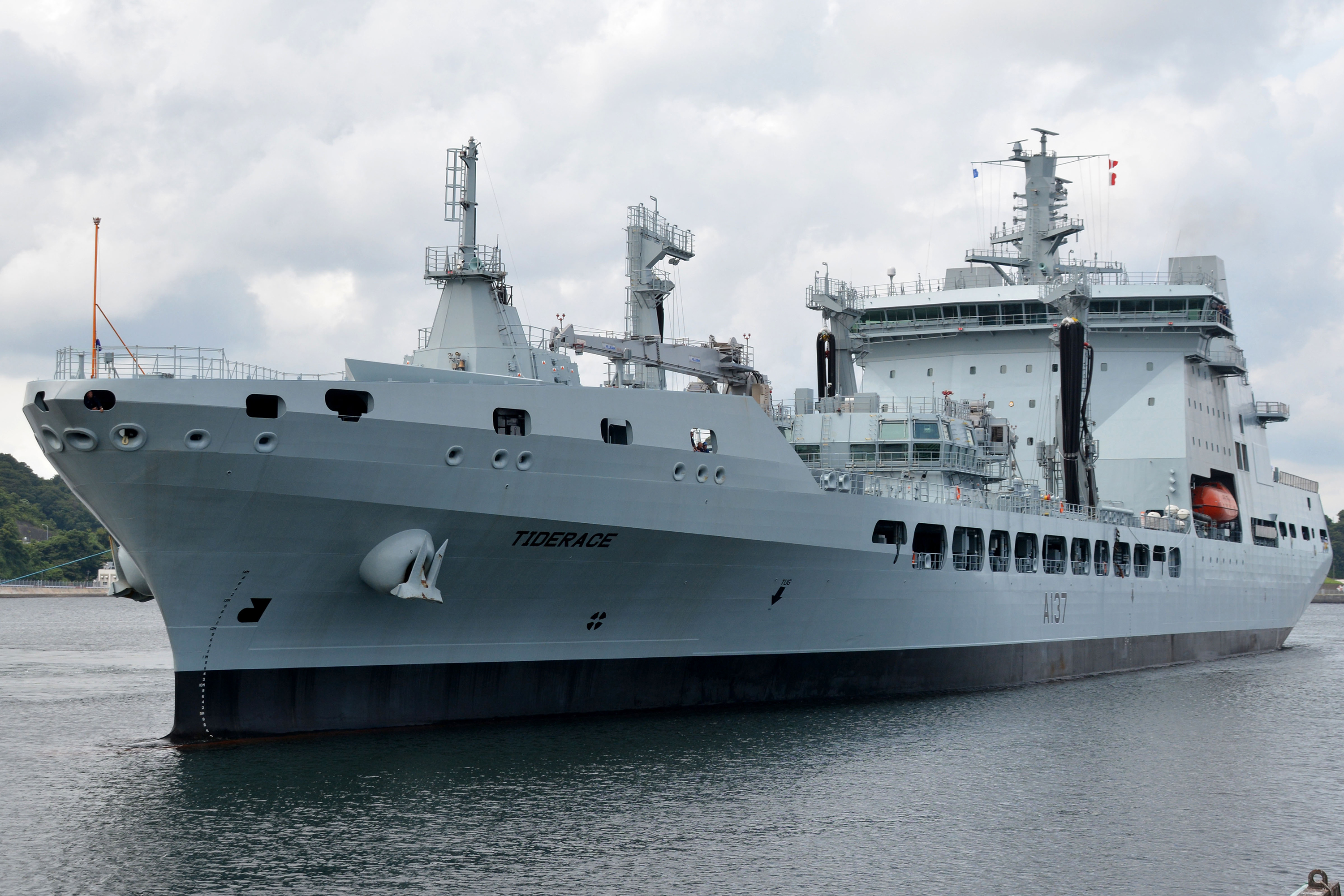
RFA Tiderace.
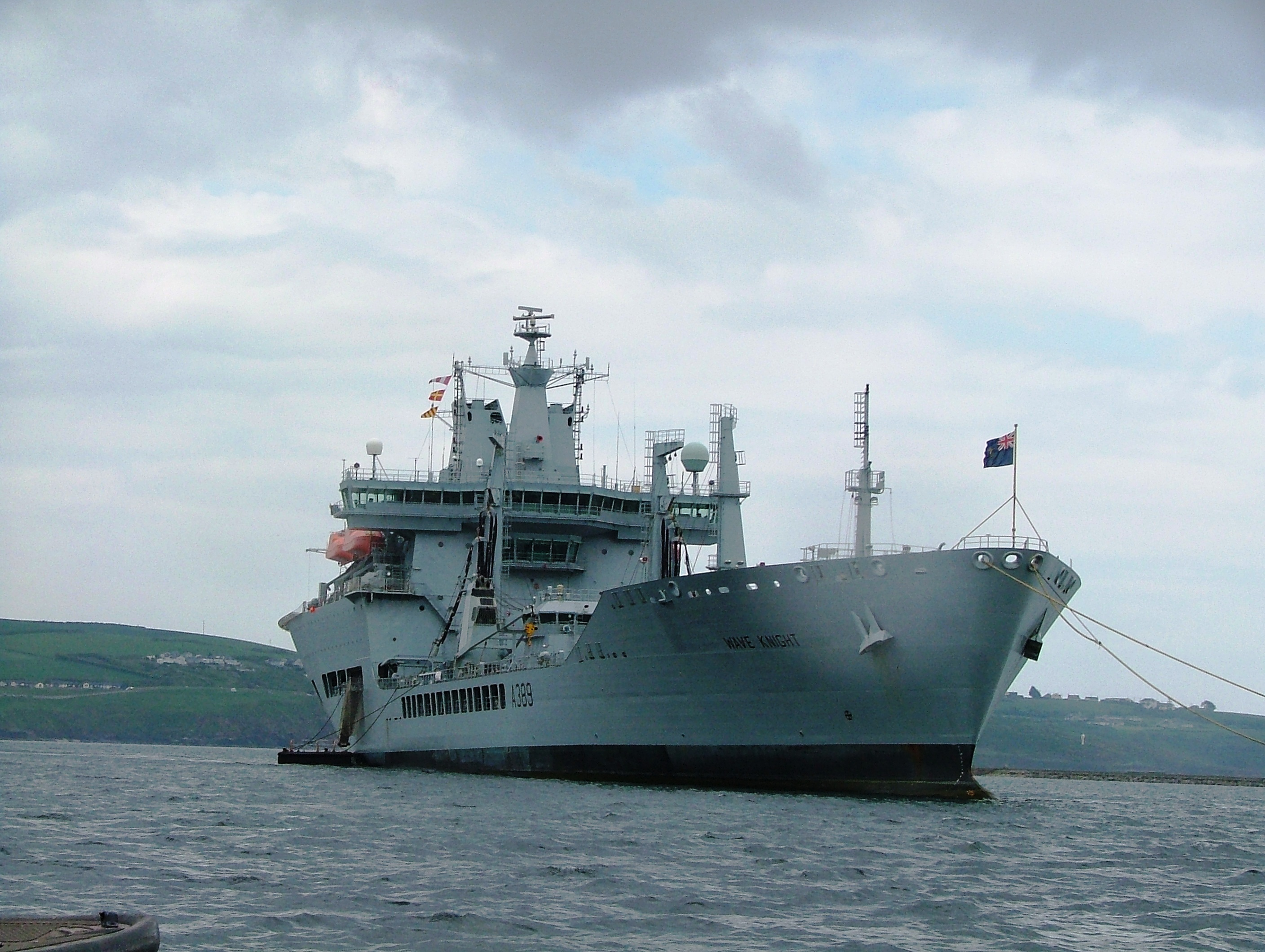
RFA Wave Knight.
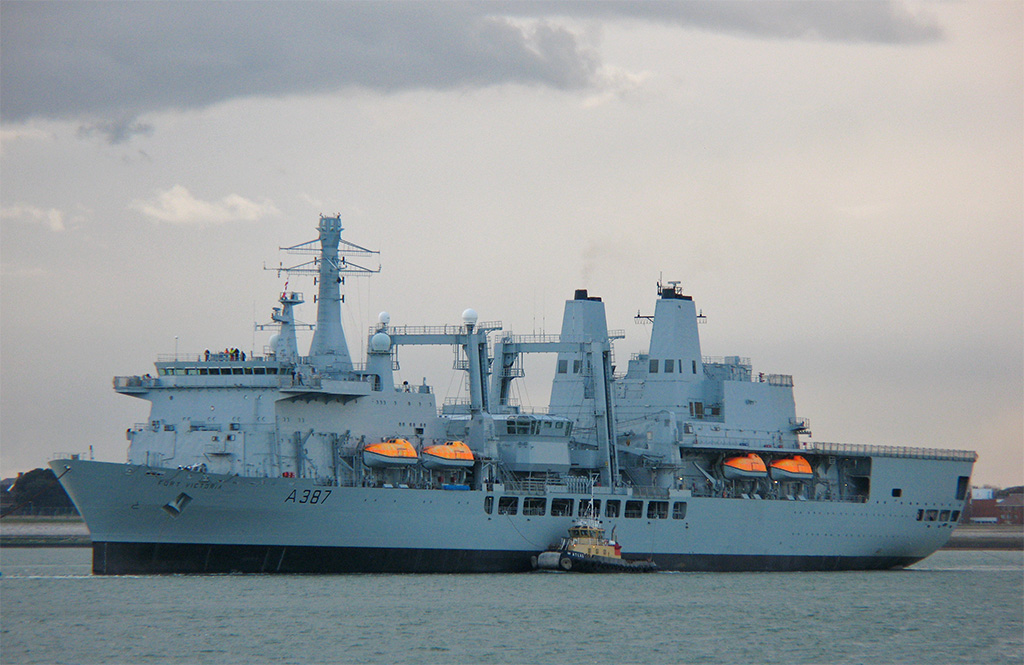
RFA Fort Victoria.

### Десантные корабли
| Тип судна | Название         | Номер вымпела | Введение в эксплуатацию | Водоизмещение | Класс судна                       | Примечания |
| --------- | ---------------- | ------------- | ----------------------- | ------------- | --------------------------------- | ---------- |
| тип «Бэй» | RFA Lyme Bay     | L3007         | 2007                    | 16 160 тонн   | вспомогательный десантный корабль | [ 28 ]     |
| тип «Бэй» | RFA Mounts Bay   | L3008         | 2006                    | 16 160 тонн   | вспомогательный десантный корабль | [ 29 ]     |
| тип «Бэй» | RFA Cardigan Bay | L3009         | 2006                    | 16 160 тонн   | вспомогательный десантный корабль | [ 30 ]     |

RFA Cardigan Bay.

### Эвакуационные корабли
| Тип судна | Название  | Номер вымпела | Введение в эксплуатацию | Водоизмещение | Класс судна          | Примечания |
| --------- | --------- | ------------- | ----------------------- | ------------- | -------------------- | ---------- |
| —         | RFA Argus | A135          | 1988                    | 28 081 тонн   | учебно-тренировочный | [ 31 ]     |

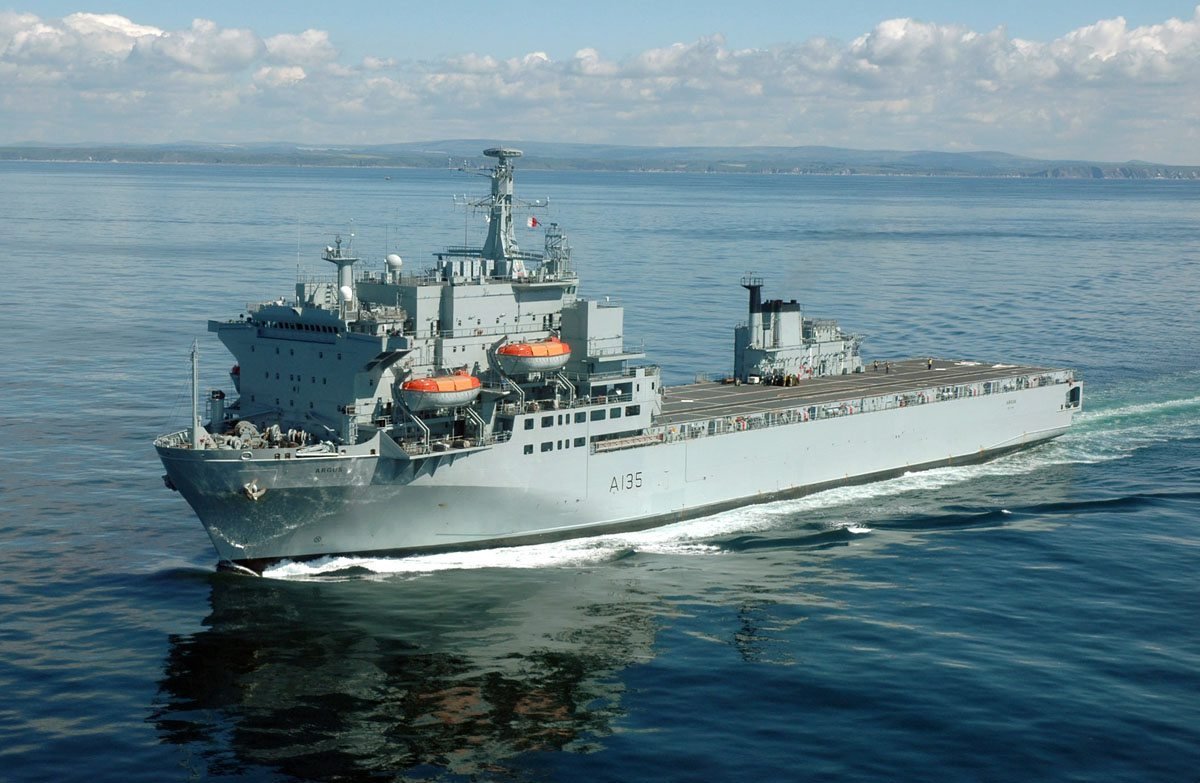
RFA Argus.

### Остальные
| Тип судна   | Название          | Владелец              | Введение в эксплуатацию | Водоизмещение | Класс судна | Примечания           |
| ----------- | ----------------- | --------------------- | ----------------------- | ------------- | ----------- | -------------------- |
| тип «Пойнт» | MV Hurst Point    | Foreland Shipping     | 2002                    | 23 000 тонн   | ролкер      | [ 32 ]               |
| тип «Пойнт» | MV Eddystone      | Foreland Shipping     | 2002                    | 23 000 тонн   | ролкер      | [ 32 ]               |
| тип «Пойнт» | MV Hartland Point | Foreland Shipping     | 2002                    | 23 000 тонн   | ролкер      | [ 32 ]               |
| тип «Пойнт» | MV Anvil Point    | Foreland Shipping     | 2003                    | 23 000 тонн   | ролкер      | [ 32 ]               |
| —           | MV Raleigh Fisher | James Fisher and Sons | 2005                    | 35 000 тонн   | танкер      | [ 33 ] [ 34 ] [ 35 ] |

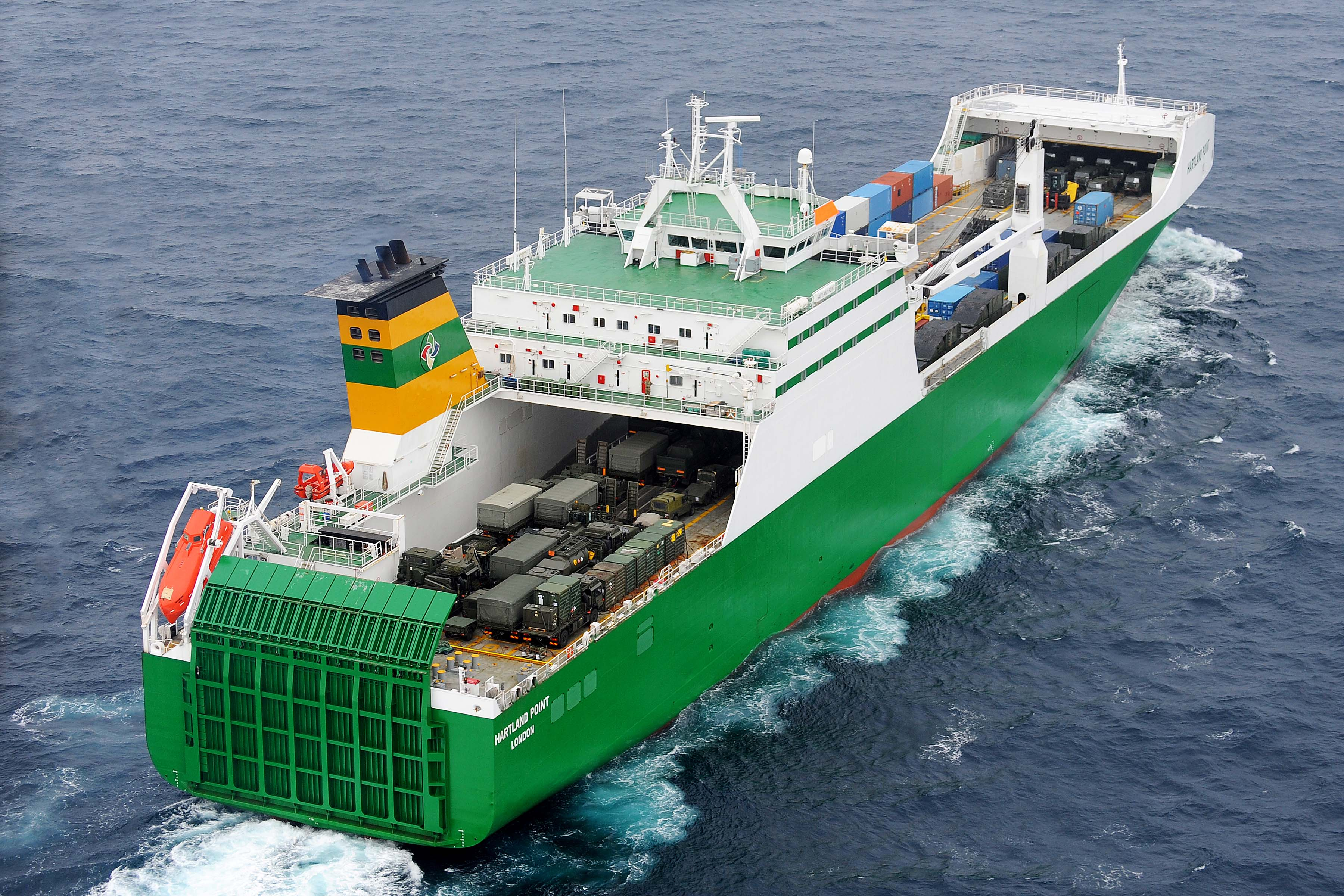
MV Hartland Point.

## Знаки различия

### Офицеры
Знаки различия офицеров вспомогательного флота такие же, как у Королевского флота; однако на них используется ромб, как у торгового флота, а не петля, используемая КВМФ.
| Категории               | Офицеры                                          | Офицеры            | Офицеры            | Офицеры              | Офицеры           | Офицеры        | Офицеры           |
| ----------------------- | ------------------------------------------------ | ------------------ | ------------------ | -------------------- | ----------------- | -------------- | ----------------- |
| Нарукавный знак         |                                                  |                    |                    |                      |                   |                |                   |
| Английское звание       | Commodore                                        | Captain            | Commander          | Lieutenant-Commander | Lieutenant        | Sub-Lieutenant | Midshipman        |
| Российское соответствие | Нет соответствия (бригадир в сухопутных войсках) | капитан 1-го ранга | капитан 2-го ранга | капитан 3-го ранга   | капитан-лейтенант | лейтенант      | младший лейтенант |

### Рядовой состав
| Категории               | Унтер-офицеры     | Унтер-офицеры     | Старшины            | Старшины               | Старшины               | Матросы               | Матросы               |
| ----------------------- | ----------------- | ----------------- | ------------------- | ---------------------- | ---------------------- | --------------------- | --------------------- |
| Нарукавный знак         |                   |                   |                     |                        |                        |                       |                       |
| Английское звание       | Warrant Officer 1 | Warrant Officer 2 | Chief Petty Officer | Petty Officer          | Leading Rate           | Able Seaman 1st Class | Able Seaman 2nd Class |
| Российское соответствие | Старший мичман    | Мичман            | Главный старшина    | Старшина первой статьи | Старшина второй статьи | Старший матрос        | Матрос                |

## Руководители

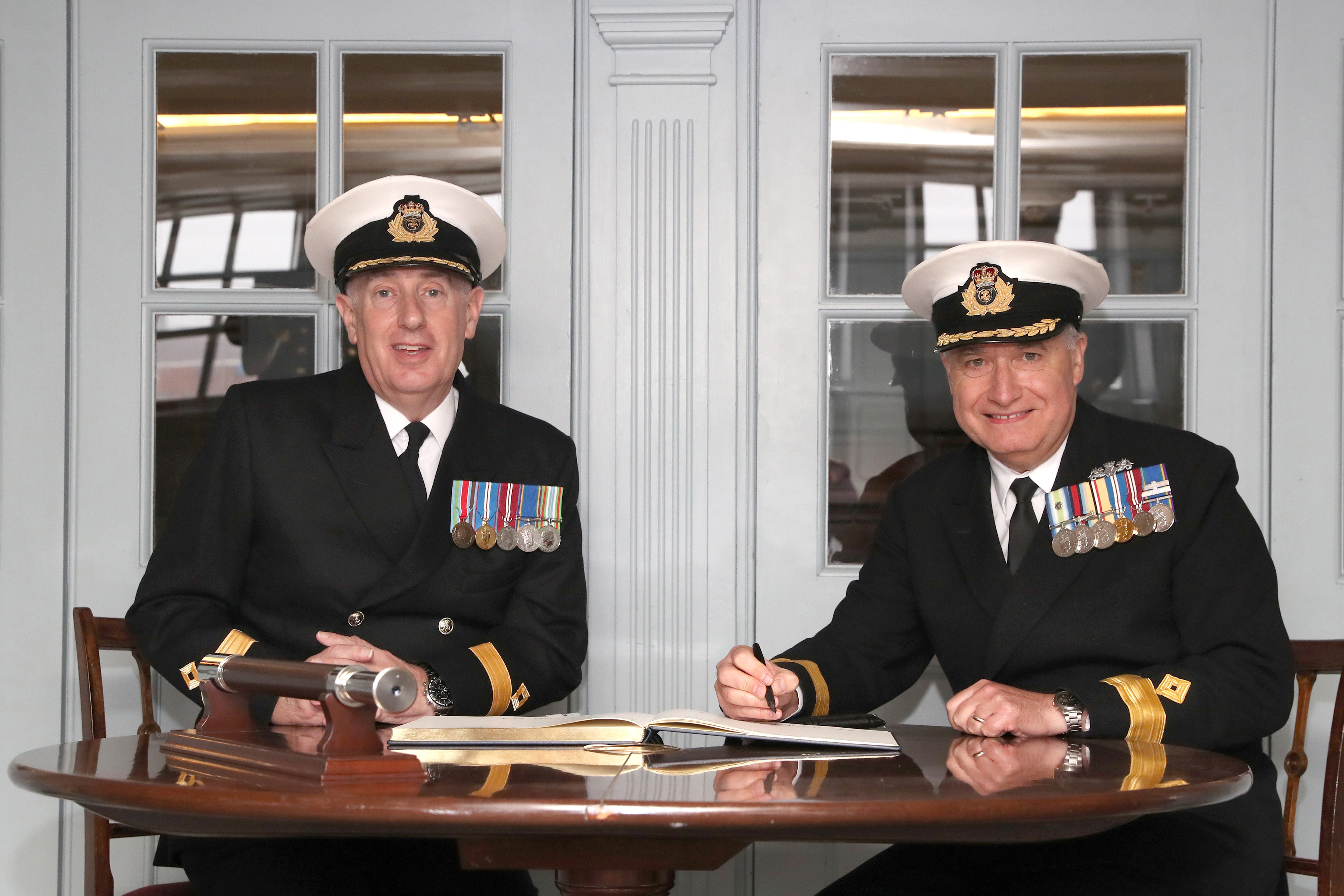
Коммодор Дункан Лэмб передает полномочия своему преемнику Дэвиду Иглзу, 2020 год.

Должность коммодора Вспомогательного флота Королевского флота была создана в 1951 году, он также является заместителем директора по поддержке на плаву Королевского флота. Ниже приведён список руководителей с 1951 года до наших дней.
- 1951—1954: Стэнли Кент
- 1954—1955: Вильям Браун
- 1955—1957: Томас Кард
- 1957—1962: Томас Эльдер
- 1962—1964: Альберт Кертэйн
- 1964—1966: Эрик Пейн
- 1966—1968: Гриффит Эванс
- 1968—1971: Джо Дайнс
- 1971—1972: Генри Лестрендж
- 1972—1977: Джордж Робсонг
- 1977—1983: Семуэль Данлоп[39]
- 1983—1985: Джеймс Коулль
- 1986—1989: Барри Руттерфорд
- 1989—1994: Ричард Торн
- 1994—1999: Норман Сквайр
- 1999—2003: Питер Лейнин
- 2003—2008: Роберт Торнтон
- 2008—2013: Билл Вулворт
- 2013—2015: Робб Дорри
- 2015—2020: Дункан Лемб
- 2020 — н. в.: Девид Иглз[38][40]

### Комментарии
1. Утверждён Королевой Елизаветой II в 1968 году, введён с 16 июня 1969 года'"`UNIQ--ref-00000001-QINU`"'.
2. ↑  Утверждён Королевой Елизаветой II в 1968 году, введён с 16 июня 1969 года'"`UNIQ--ref-00000001-QINU`"'.
3. ↑  Кроме судов Королевского вспомогательного флота данный флаг использовался и на других судах обеспечения, принадлежащих Британскому адмиралтейству (после 1964 года — Министерству обороны Великобритании), для которых не был установлен какой-либо иной флаг (с 1974 года флаг получил название Government Service Blue Ensign, с англ. — «Синий кормовой флаг государственной службы»). После введения 16 июня 1969 года собственного флага для судов Королевского вспомогательного флота, флаг до настоящего времени продолжал использоваться на судах Министерства обороны, не входящих в состав Королевских военно-морского или вспомогательного флотов, за исключением судов технического флота Королевской морской вспомогательной службы ('"`UNIQ--nowiki-00000005-QINU`"'англ. Royal Maritime Auxiliary Service, RMAS), упразднённой в 2008 году, для которых в 1970—2008 годах был установлен свой флаг. Также с 2000 года «Синий кормовой флаг государственной службы» стал использоваться на кораблях и судах, построенных по заказу Министерства обороны, но ещё не введённых в эксплуатацию'"`UNIQ--ref-00000006-QINU`"'.